# Delia (îmbrăcăminte)

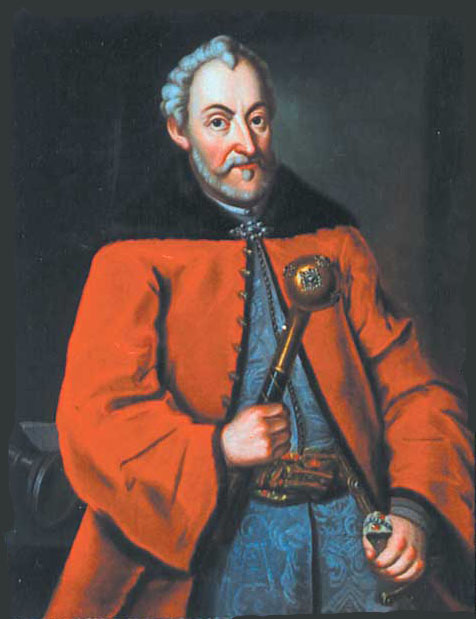
Hatmanul Jan Zamoyski în delia purpurie, cu zupan din mătase albastră. Ține în mâna dreaptă buława (bastonul) de hatman.

Delia era o piesă de îmbrăcăminte care era purtat peste żupan de către șleahtici (aristocrații) din Uniunea statală polono-lituaniană. Era confecționată din lână sau catifea, împodobită cu blănuri. "Delia" tipică avea mâneci scurte, largi, netivite și se încheia cu nasturi metalici pe piept. La fel ca majoritatea pieselor costumului național polonez bărbătesc, delia era un obiect de îmbrăcăminte specific turcesc, ajuns la modă în Polonia în secolul al XVI-lea. 